# Genezis – od stworzenia do potopu
Genezis – od stworzenia do potopu (wł. Genesi: La creazione e il diluvio) – włosko-niemiecki film religijny z 1994 roku w reżyserii Ermanno Olmiego, zrealizowany na podstawie biblijnej Księgi Rodzaju, opowiadający o losach rodzaju ludzkiego od Adama i Ewy do Noego. Zdjęcia kręcono w Maroku.
Film wyreżyserował w 1994 Ermanno Olmi, według własnego scenariusza opartego na Biblii. Muzykę do obrazu skomponował Ennio Morricone. Obraz stanowi pierwszą część serii filmowej przedstawiającej historię biblijną. Film został pierwszy raz zaprezentowany przez włoską telewizję Raiuno 5 kwietnia 1994. Film obejrzało wówczas 4 122 000 widzów, co stanowiło 18,20% widowni.

## Fabuła
Przejmujący mrok. Nagle daje się słyszeć płacz dziecka. Płacz ten zdaje się przecinać ciemności. Pierwszy przebłysk światła zarysowuje sylwetkę starego człowieka. Mężczyzna uspokaja malca, zachęcając, by zobaczył cuda natury. Oczami dziecka zobaczymy stworzenie świata – siedem dni stworzenia. Ukazano dzieje: Adama, Ewy, Kaina, Abla i rodziny Noego.

## Obsada
- Sabir Aziz jako prarodzic Adam
- Haddou Zoubida jako pramatka Ewa
- Annabi Abdelialil jako Kain
- B. Haddan Mohammed jako Abel
- Omero Antonutti jako Noe
- Paul Scofield (głos)